# 郭丰文
郭丰文（1917年—？），男，广东潮阳人，中国化学制药专家、医药科技情报专家，曾任国家医药管理局科学技术情报研究所总工程师、研究员，药典委员会委员。